# محطة خارجية

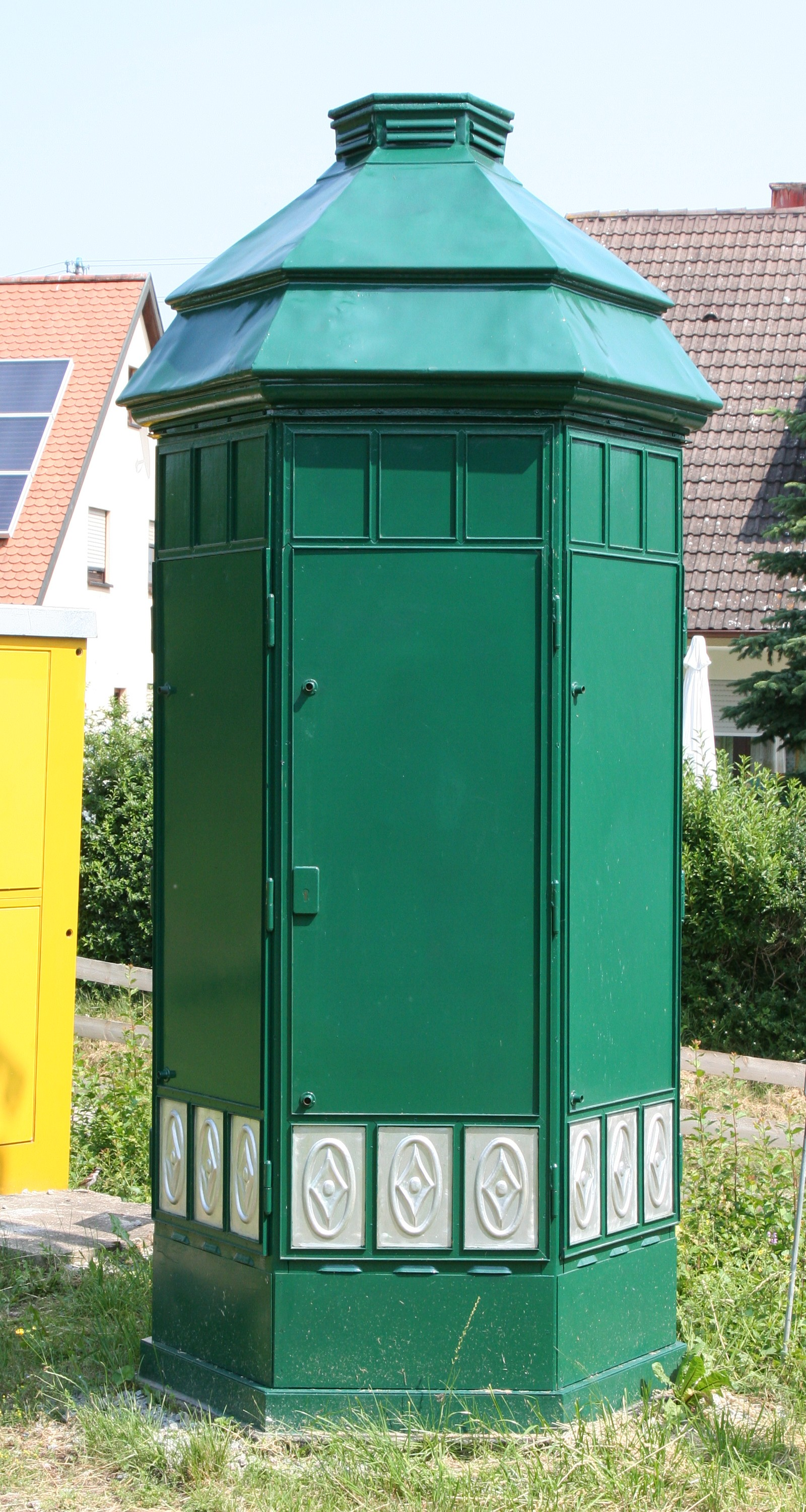

في مجال الاتصالات السلكية واللاسلكية (الاتصال عن بعد)، مصطلح المحطة الخارجية له المعاني التالية:
- في الاتصالات السلكية واللاسلكية المدنية، يشير مصطلح المحطة الخارجية إلى كل من الكابلات الفيزيائية والبنية التحتية الداعمة «مثل القناة أو الخزانات أو البرج أو الأقطاب» وأي أجهزة مرتبطة بها «مثل المكررات» الموجودة بين نقطة الفصل (نقطة التماس، أو نقطة اتصال المستخدم مع الشبكة) في منشأة التبديل، ونقطة التماس في مركز تبديل آخر أو منزل العميل.[1]
- في الولايات المتحدة، تُعرف وزارة الدفاع في الولايات المتحدة الأمريكية المحطة الخارجية على أنها معدات الاتصالات الموجودة بين إطار التوزيع الرئيسي «أم دي أف» وطرفية المستخدم الأخيرة.[1]

تُقسم صناعة الكابل التلفزيوني أصولها الثابتة بين نقطة النهاية أو المحطة الداخلية، والمحطة الخارجية. تستخدم صناعة الطاقة الكهربائية أيضًا مصطلح المحطة الخارجية للإشارة إلى أنظمة توزيع الطاقة الكهربائية.

## سياق
تتطلب اتصالات الشبكة بين أجهزة مثل أجهزة الحاسوب والطابعات والهواتف بنية تحتية فيزيائية لحمل الإشارات ومعالجتها. تتكون هذه البنية التحتية عادة من:
- كابلات تصل من منافذ الحائط والمقابس إلى خزانات الاتصالات، ويشار إليها أحيانًا باسم كابلات المحطة.
- الكابلات التي تصل خزانة اتصالات بأخرى يشار لها بالكابلات الصاعدة.
- رفوف تحتوي على أجهزة الاتصالات السلكية واللاسلكية، مثل المبدلات وأجهزة التوجيه والمكررات.
- كابلات تصل بناء بآخر.
- خزائن اتصالات خارجية تحتوي على معدات خارج البناء.
- أجهزة الإرسال والاستقبال اللاسلكية المستخدمة داخل المباني أو خارجها، مثل نقاط الوصول اللاسلكية والأجهزة المرتبطة بها، مثل الهوائيات والأبراج.

الجزء من هذه البنية التحتية الموجود داخل المبنى هو المحطة الداخلية، والجزء من هذه البنية التحتية الذي يربط المباني أو المنشآت هو المحطة الخارجي. عندما تلتقي هاتان المحطتان في بنية معينة، تدعى منطقة التلاقي بنقطة التماس.
تُركب كابلات المحطة الخارجية، سواء كانت نحاسًا أم ليفًا ضوئيًا عادةً ككابل هوائي بين القطبين، في نظام قنوات تحت الأرض، أو عن طريق الدفن المباشر. يجب أن تكون الأجهزة المرتبطة بالمحطة الخارجية إما محمية من قوى الطبيعة «على سبيل المثال، إطارات التوزيع محمية عادةً بواسطة خزانة جانب الشارع» أو مصنوعة من مواد مناسبة للتعرض للقوى الطبيعة. غالبًا ما يتطلب تركيب عناصر المحطة الخارجية إنشاء بنية تحتية فيزيائية مهمة، مثل خزائن (سراديب) تحت الأرض. في المنشآت الكبيرة الأقدم، تُحمى الكابلات في بعض الأحيان عن طريق أنظمة ضغط الهواء المصممة لمنع تسرب المياه. في حين أنها ليست طريقة حديثة، فتكلفة استبدال الكابلات القديمة بالكابلات المعزولة غالبًا باهظ الثمن. يجب أيضًا حماية الكابلات المستخدمة في المحطة الخارجية من الاضطرابات الكهربائية الناجمة عن الصواعق أو زيادة الجهد بسبب القصر الكهربائي أو التحريض.

## حماية المعدات في المحطة الخارجية
يمكن أن تلعب البيئة دورًا كبيرًا في جودة وعمر المعدات المستخدمة في المحطة الخارجية. من المهم أن تُحدد معايير الاختبار البيئي ومتطلبات التصميم والأداء لهذا النوع من المعدات.
هناك عادةً أربعة بيئات أو فئات تشغيل تغطي جميع تطبيقات المحطة الخارجية «أو أس بّي»، بما في ذلك المرافق اللاسلكية.
- الفئة 1: معدات في بيئة متحكم بها
- الفئة 2: معدات متحكم بها في بيئة خارجية
- الفئة 3: معدات متحكم بها في بيئة خارجية قاسية
- الفئة 4: منتجات في بيئة غير محمية

صُممت المعدات الإلكترونية الموجودة في واحد أو أكثر من هذه المواقع التابعة للفئات البيئية لتقاوم ظروف التشغيل البيئية المختلفة الناتجة عن الظروف المناخية التي قد تشمل المطر والثلوج والبرد والرياح الشديدة والجليد ورذاذ الملح والعواصف الرملية. نظرًا لأن درجات الحرارة الخارجية يمكن أن تتراوح بين −40 درجة مئوية (−40 درجة فهرنهايت) إلى 46 درجة مئوية (115 درجة فهرنهايت)، مع درجات متفاوتة من التحميل الشمسي، إلى جانب مستويات الرطوبة تتراوح بين أقل من 10% إلى 100%، ما قد يشكل ضغوطًا بيئية كبيرة ضمن المنشآة.
تتضمن جي أر-3108 المتطلبات العامة لمعدات الشبكة في المحطة الخارجية «أو أس بّي» أحدث البيانات الصناعية فيما يخص كل فئة من الفئات الموصوفة. تناقش أيضًا ما يحدث حاليًا في «أتيس» ومنظمة السلامة «يو أل».
تتضمن الوثيقة أيضًا:
- المعايير البيئية مثل درجات حرارة التشغيل والرطوبة وتلوث الجسيمات والتعرض للتلوث وتبديد الحرارة
- المعايير الميكانيكية مثل المتطلبات الهيكلية، التغليف، الحساسية للاهتزاز، الزلازل، والتشغيل (المعالجة)
- الحماية والسلامة الكهربائية بما في ذلك الحماية من صواعق البرق وتحريض التيار المتناوب «إيه سي» وأعطاله وتأثيرات التداخل الكهرومغناطيسي «إي أم إيه» وتأثيرات التيار المستمر «دي سي».

### فتحات اليد والخزائن للوصلات تحت الأرضية الأخرى
تُستخدم فتحات اليد والخزائن للوصلات تحت الأرضية الأخرى التي تحوي مكونات الاتصالات السلكية واللاسلكية في بيئة محطة خارجية «أو أس بّي».
فتحات اليد هي هياكل خرسانية من البلاستيك أو البوليمر موضوعة أسفل الأرض، لها أغطية ملاصقة للتربة المحيطة أو العشب أو الرصيف أو سطح الطريق. يمكن استخدامها لإيواء وحماية التوصيلات النحاسية والكابلات المحورية ووصلات الألياف البصرية التلفونية وعناصر التوزيع. وهي تحمي وتوفر الوصول بسهولة إلى نهايات الكابلات ونقاطها الفرعية، وتوفر المرونة والوصول لعمليات التركيب «على سبيل المثال، سحب الكابلات أو نفخها»، وتوفر الحماية الميكانيكية والبيئية للتوصيلات، وتسمح بالوصول إلى أنشطة عمل الحرفيين، وتثبط وصول الأشخاص غير المصرح لهم.
تُنشر فتحات اليد وخزائن الوصلات تحت الأرض الأخرى في مجموعة متنوعة من البيئات. تركز الاختلافات الرئيسية في هذه البيئات على قوة وتواتر تحميل حركة مرور السيارات والمشاة. هناك أربع بيئات تطبيق أساسية:
- خدمة خفيفة: المشاة فقط
- خدمة متوسطة: حركة مرور المشاة وحركة مرور السيارات الخفيفة العرضية (حتى مركبات الفئة 5)
- الخدمة الشاقة: حركة مرور غير متعمدة (عرضية) (حتى مركبات الفئة 7)
- الخدمة الشاقة: حركة مرور غير متعمدة (عرضية) (حتى مركبات الفئة 8)

تخضع المنتجات الخاصة بفتحات اليد التي تُنشر في أي بيئة للأنواع التالية من تحميل حركة المرور: تحميل الغطاء الرأسي، وتحميل الجدار الجانبي العمودي، والتحميل الجانبي للجدار الجانبي، والتحميل الجانبي للجدار الجانبي طويل الأجل.
تحتوي «تيلكورديا جي أر-902 المتطلبات العامة لفتحات اليد وخزائن الوصلات تحت الأرض الأخرى، على متطلبات الصناعة التفصيلية لفتحات اليد، وتتضمن متطلبات التحميل محددة لبيئات التطبيقات المحددة. توفر ارتباطات واضحة مع معايير أخرى مثل «أنسي-سكتي-77» ومواصفات «أي أي أس أتش تي أو» و «معايير الجمعية الأمريكية لاختبار المواد 857».